# ساولیفکا (شهرستان کویورگازینسکی، باشقیرستان)
ساولیفکا (انگلیسی: Savelyevka, Kuyurgazinsky District, Republic of Bashkortostan) یک شهرک در شهرستان کویورگازینسکی جمهوری باشقیرستان در کشور روسیه است.